# Propán-bután gáz
A propán-bután gáz vagy PB-gáz propán és bután keveréke, amely legfeljebb 60 tömeg % butánt tartalmaz. Az összes alternatív energiahordozó közül a propán-bután gáz rendelkezik a legtisztább és legmagasabb fűtőértékkel, mivel a cseppfolyós gáz vegyi összetétele nagyon egyszerű. A palackos, cseppfolyósított gázt gépjárművek üzemanyagaként is használják, ennek neve autógáz vagy LPG. A benzinüzemű autók átalakíthatók autógázzal való üzemeltetésre.

## Előállítás
A propánt (C3H8) és a butánt (C4H10) kőolaj-finomítókban, valamint a földgázmezők gázfeldolgozó üzemeiben választják le a nyersolajból és a nyers földgázból.
Ezekből három termék kerül kereskedelmi forgalomba energetikai célokra:
- a propángáz: közel tiszta (minimum 95 tömeg %) propán és propén,
- a butángáz: közel tiszta (minimum 95 tömeg %) bután és butén,
- a PB-gáz: a propán és a bután keveréke, amely legfeljebb 60 tömeg % butánt tartalmaz.

## Tulajdonságai
A PB-gáz színtelen, szagtalan és nehezebb a levegőnél. Narkotikus hatása van, ezért az idegmérgek közé sorolják. A gáz oxigénhiányt okoz az agyban, ami gyakran eszméletvesztést, súlyosabb esetekben halált okozhat. A belélegzése szívritmus-zavarokhoz, illetve az agy vagy az idegrendszer károsodásához is vezethet.
A földgáz-hálózattól távol eső fogyasztók energiaellátását is meg lehet valósítani cseppfolyós PB-gázokkal, többek között a magas fűtőértékük miatt (45,5 – 46,5 MJ/kg).
Mivel eredeti állapotukban a cseppfolyós PB-gázok színtelenek és szagtalanok, emiatt a forgalomba hozataluk előtt szagosítják őket, hogy esetleges kiszivárgásuk esetén felismerhető legyen már 1:250 gáz-levegő aránynál is. 1 tonna PB-gázhoz körülbelül 30 gramm etil-merkaptánt vagy ezzel egyenértékű, kellemetlen szaghatású kénvegyületet kevernek. Ez az adalék a felhasználás során semmilyen külön veszélyt nem jelenthet, a gázzal együtt elég, és az égési tulajdonságokat nem befolyásolja. Az égés során keletkező égéstermék már teljesen szagtalan.
Normál légnyomáson a PB-gáz légnemű, csak nagyon alacsony hőmérsékleten, vagy nagy nyomás hatására válik cseppfolyóssá. A gázt legtöbbször nagy nyomáson, cseppfolyós formában tárolják, ez megkönnyíti a szállítását, illetve a palackokban vagy tartályokban történő tárolását.